# Canon F-1
Le Canon F-1 est un appareil reflex mono-objectif (ou SLR, Single-Lens Reflex) argentique pour les photographes professionnels de la marque japonaise Canon, utilisant la monture FD. Créé en 1971, un peu après le Canon FTb qui était la version "grand public" des reflex Canon, le premier modèle de F-1 est dit Old, par opposition au New F-1 de 1981. Le Canon F-1 arrive 12 ans après le Nikon F, sorti en 1959, référence de sa catégorie et principal concurrent du Canon sur le marché professionnel.
Le Canon F-1 fut mis à niveau en septembre 1976 et nommé Canon F-1n au Japon, mais conserva sa dénomination de Canon F-1 dans le reste du monde.

## Modulaire et résolument moderne pour son époque
Le F-1 est modulable, ce qui permettait aux professionnels de l'adapter à leurs besoins grâce à son importante gamme d'accessoires.
Il pouvait être équipé d'un dos dateur, d'un magasin 250 vues pour une plus grande autonomie, d'un moteur d'entrainement ou d'un moteur ultra-rapide, d'un système de viseur interchangeable, de télécommandes sans fils, de duplicateurs de diapositives mais aussi d'accessoires dédiés au domaine médical ou scientifique, comme les adaptateurs pour microscopes.
Il bénéficiait aussi de la gamme d'objectifs FD couvrant à cette époque une plage focale sans équivalent, du 7,5mm Fisheye au téléobjectif 1200mm, et comportant des objectifs ultra-lumineux (ex : 50mm f:1,2 L, 80mm f:1,2 L et 200mm f:1,8 L) et des objectifs à décentrement.
Dès 1971 c'est donc un système extraordinairement moderne qui s'ouvre au possesseur du F-1.
Cet appareil était très utilisé pour la photographie de terrain : reportage, macro-photographie, sport (il existera par la suite une édition spéciale jeux olympiques : le Canon F1 1976 Montreal), mais aussi photo créative et applications scientifiques et industrielles.
La monture FD à baïonnette utilisée par le Canon F-1 est incompatible avec le système EF autofocus qui a suivi à partir de 1987, encore utilisé de nos jours.

## Une solidité adaptée aux usages professionnels
Les Canon F-1 ont été utilisés de longues années par les photographes du fait de leur construction métallique et mécanique très robuste : à l'instar du Canon FTb, le Canon F-1 peut fonctionner sans pile, celle-ci ne servant qu'au posemètre, ce qui est très sécurisant pour le photographe de terrain et représente un gage de fiabilité à haute et basse température. L'obturateur à rideau est métallique et souple, donc beaucoup plus résistant que les classiques obturateurs à rideau en tissu d'alors.

## Prise en main
Il est relativement bruyant, absolument différent de la philosophie des appareils télémétriques. En 1971, les reflex étaient le summum de la technologie photographique, ce n'est que des années après que les télémétriques tels que le Leica M revinrent à la mode. Il est facile d'emploi ; bien que semi-automatique (il peut être automatisé - priorité à la vitesse -  par l'adjonction du servo viseur EE), le couplage de la donnée de vitesse avec celle du diaphragme se réalise rapidement. La mesure de la lumière est de type central pondéré, ce qui correspond à la majorité des cas de prise de vue. Les mesures de type spot apparaitront quelques années plus tard. La visée est claire, comparable aux reflex actuels. La mise au point manuelle est particulièrement agréable et facile.
Le F-1 représentait à l'époque le haut de gamme : très coûteux, mais résolument professionnel. Il fut remplacé en mars 1981 par le Canon New F-1, troisième et dernière évolution de ce modèle.

Galerie de photographies du Canon F-1
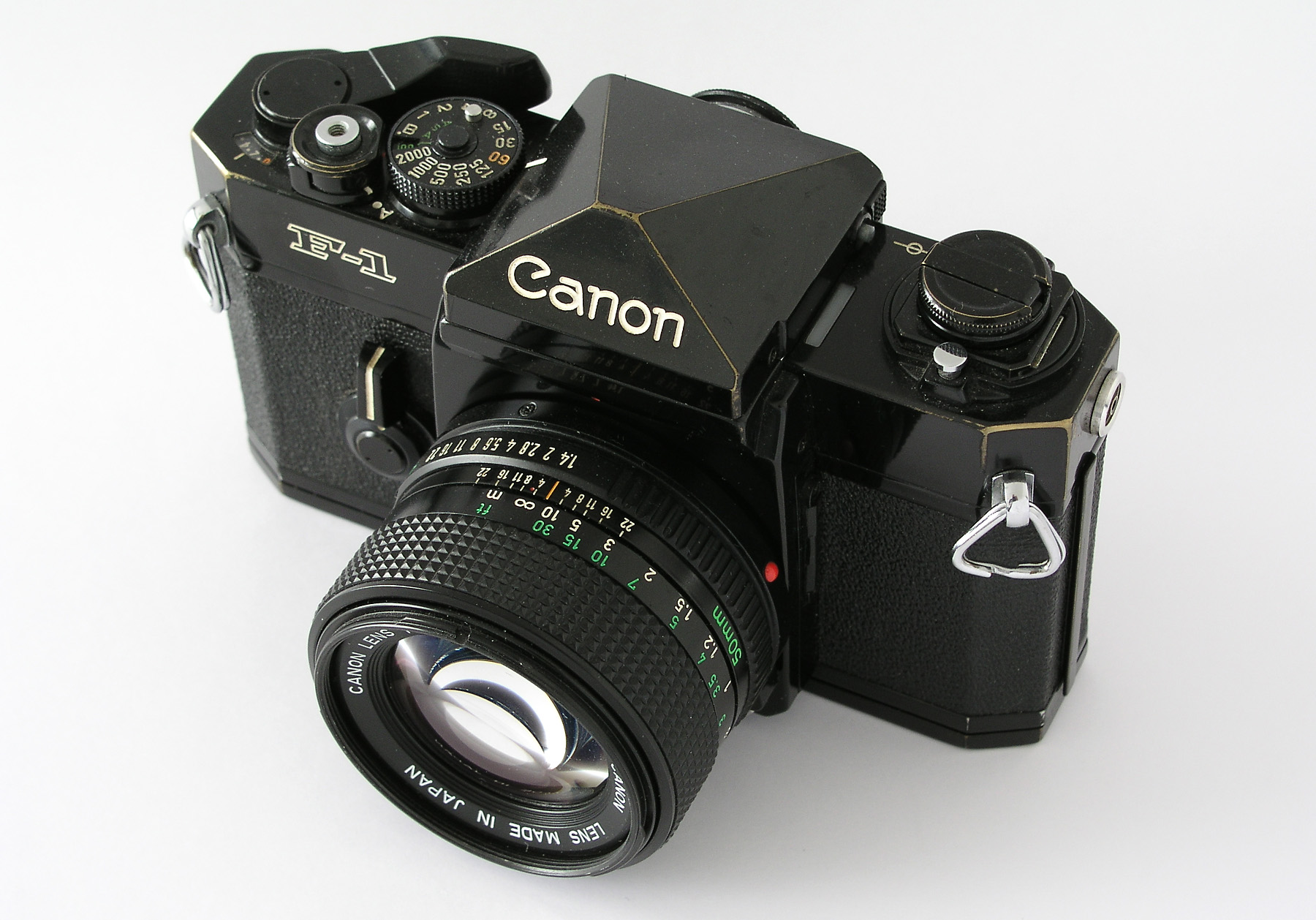
Canon F-1
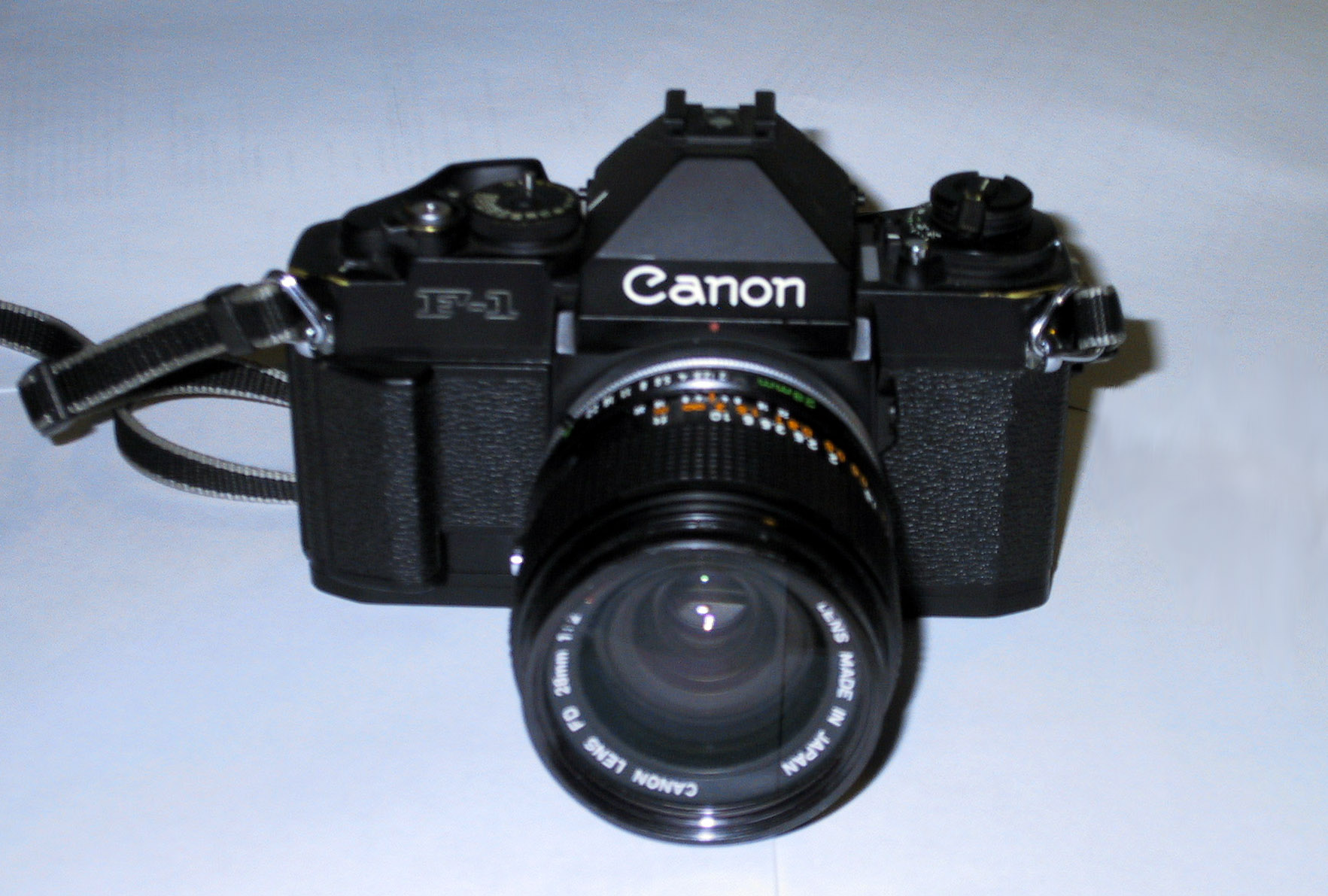
Le Canon F-1n
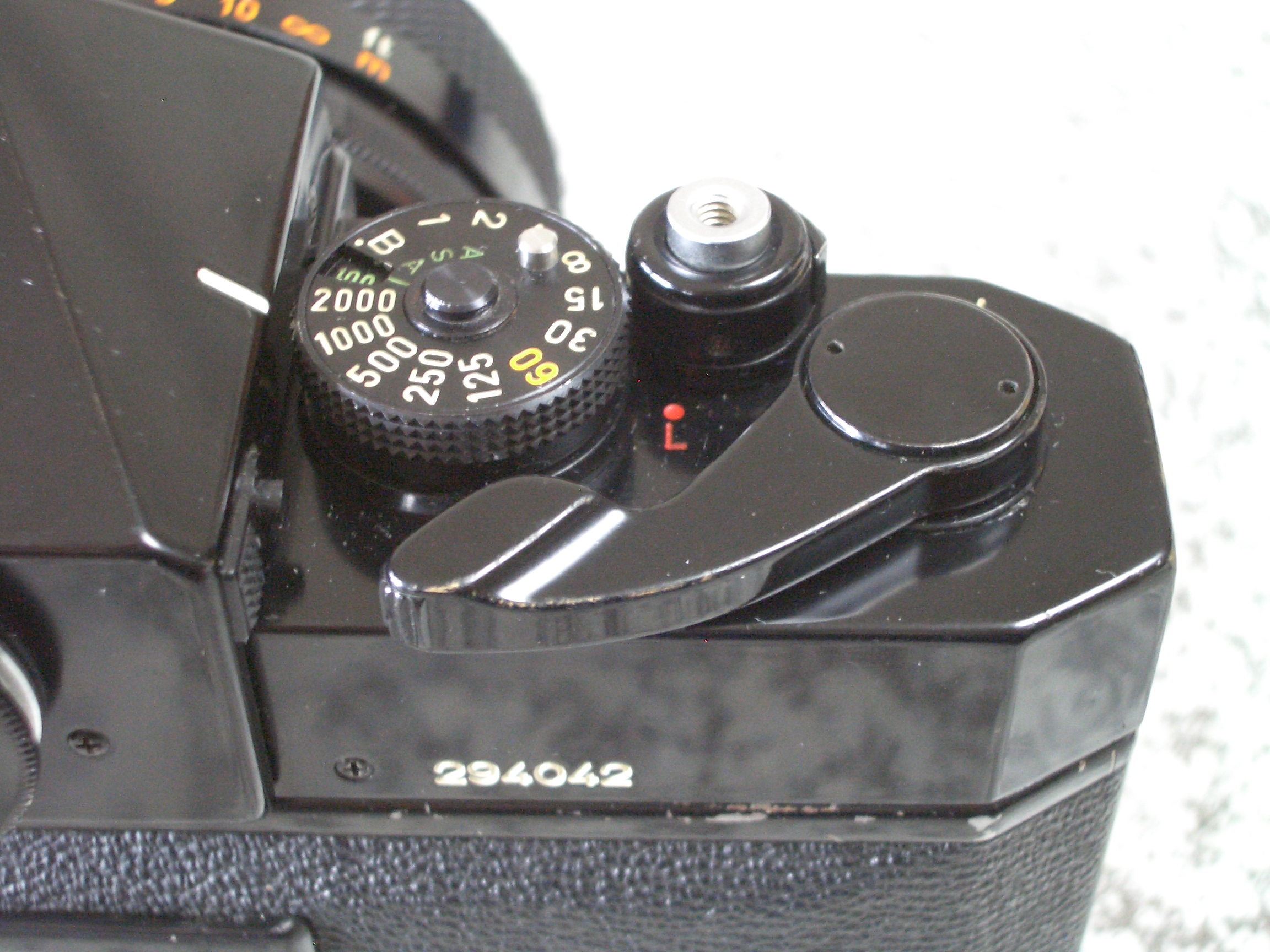
Canon F-1 - vue sur le levier d'armement
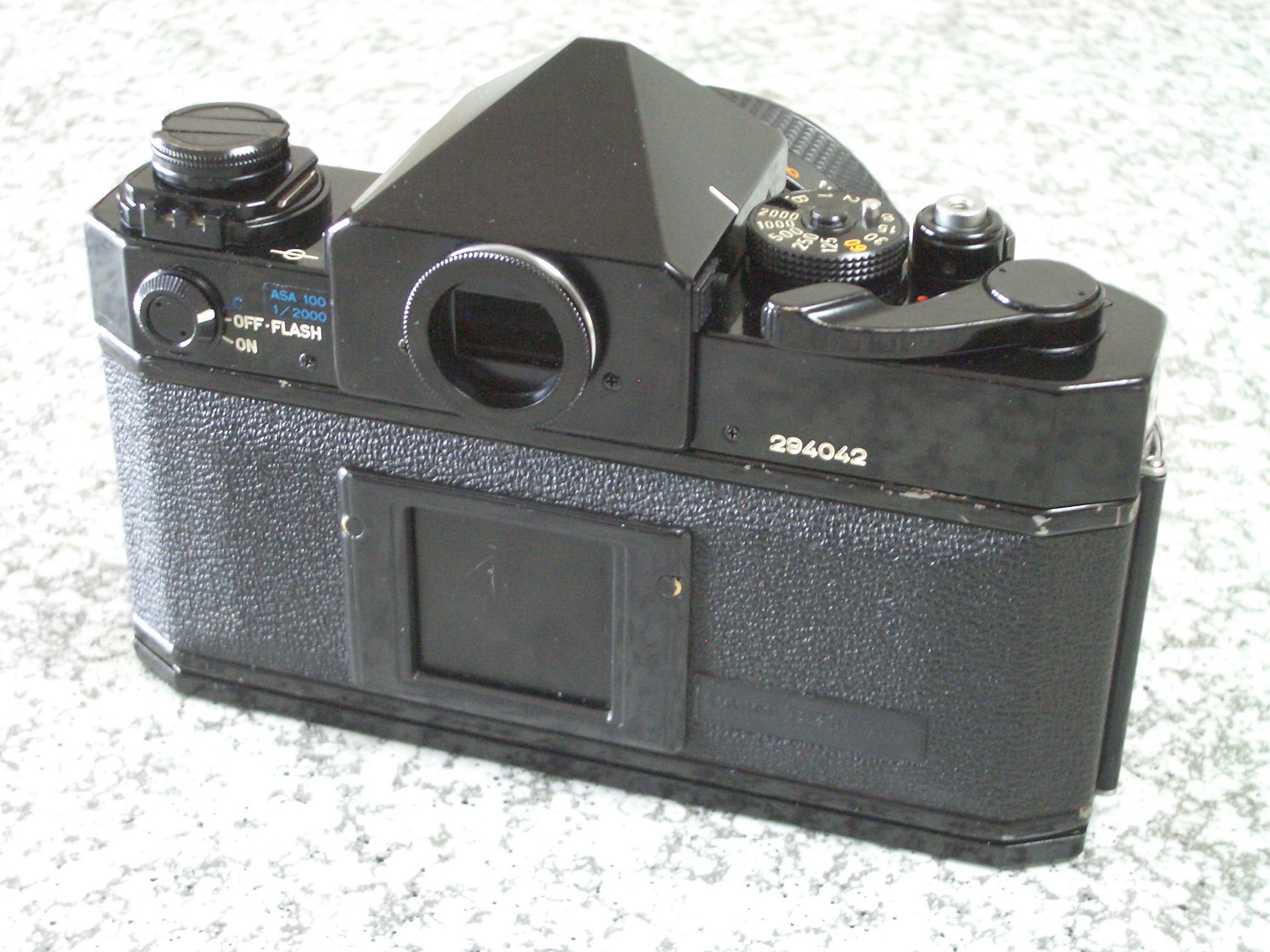
Canon F-1 - vue sur le dos de l'appareil